# Pseudanthias pleurotaenia
Espèce
Statut de conservation UICN

 LC  : Préoccupation mineure
Pseudanthias pleurotaenia est une espèce de poissons de la famille des Serranidae.

## Description

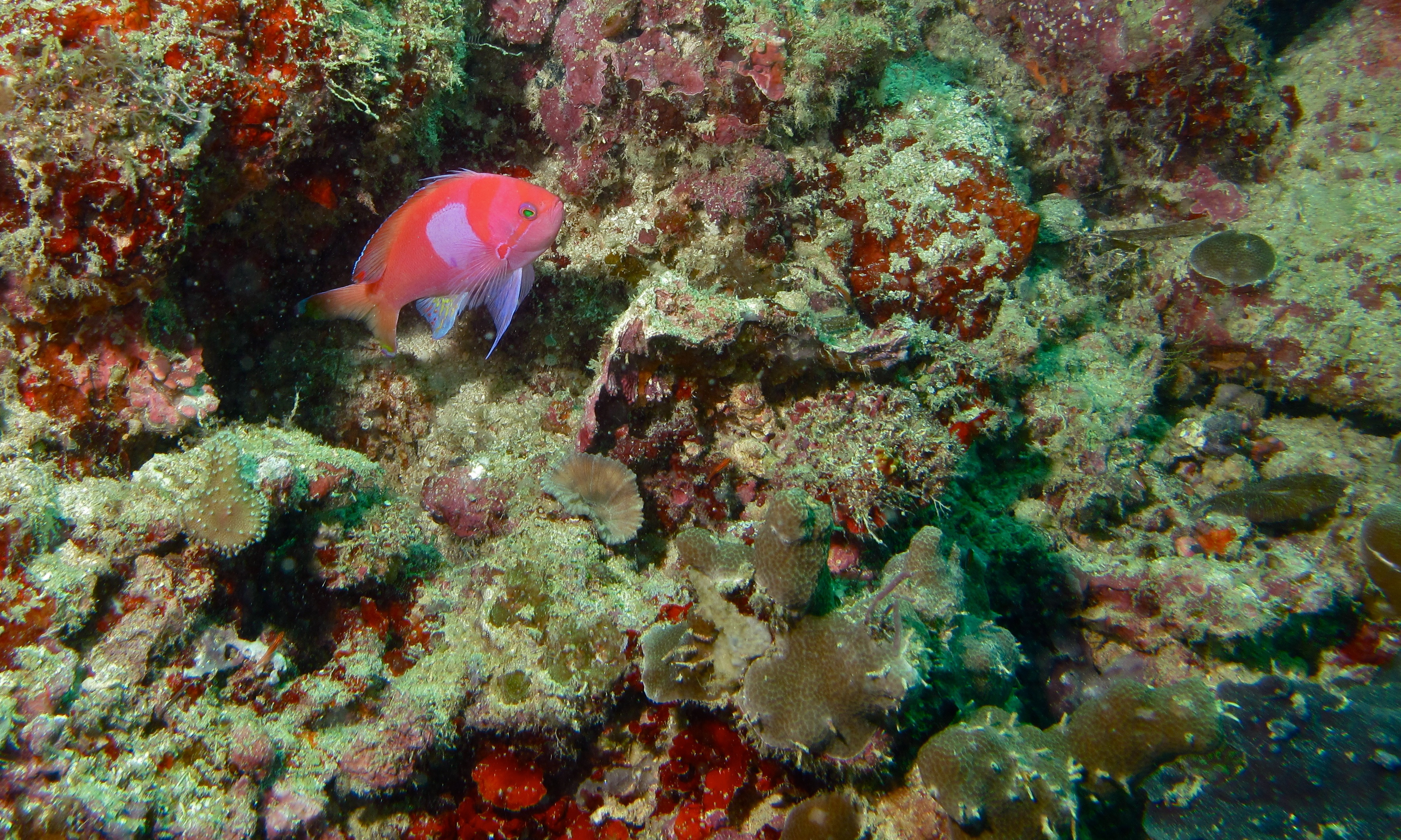
Pseudanthias pleurotaenia (Sabah, Malaisie)